# تشيك كاميلري
تشيك كاميلري هو لاعب كرة قدم كندية كندي، ولد في 3 أبريل 1923 في تورونتو في كندا، وتوفي بنفس المكان في 23 ديسمبر 2011.

## وصلات خارجية
- تشيك كاميلري على موقع JustSportsStats.com (الإنجليزية)